# Bundesstraße 515
Pour les articles homonymes, voir Route 515.
La Bundesstraße 515 est une Bundesstraße du Land de Rhénanie-du-Nord-Westphalie.

## Géographie
Elle commence près de Fröndenberg/Ruhr au pont de la Ruhr et à la B 233 et traverse Menden (Sauerland) et la vallée de la Hönne jusqu'à Balve (B 229).
Le parcours de la B 515 n'est pas continu. Dans la zone du centre de Menden, le trafic est acheminé par la Bundesstraße 7.

## Histoire
La B 515 est établie au début des années 1970. Dans les années 1990, une route de contournement est construite dans la région de Menden et Lendringsen pour soulager les centres-villes. Dans la vallée de la Hönne, la route touche la zone urbaine de Hemer.

## Bundesstraße 515n
La Bundesstraße 515n est une voie de contournement construite dans les années 1990 pour les communes de Menden et Lendringsen, qui sont traversées par la route fédérale 515. En raison du trafic élevé sur ce tronçon, la nouvelle construction était devenue incontournable, car traverser la rue était quasiment impossible. La route est balisée B 515.

## Source
- (de) Cet article est partiellement ou en totalité issu de l’article de Wikipédia en allemand intitulé « Bundesstraße 515 » (voir la liste des auteurs).